# Amadotrogus insubricus
Amadotrogus insubricus (Burmeister, 1885) è un coleottero appartenente alla famiglia Scarabaeidae, sottofamiglia Melolonthinae.

## Descrizione

### Adulto
Gli adulti si presentano come coleotteri dal corpo robusto e leggermente allungato, di un colore che varia tra il marrone chiaro-beije delle elitre al rossiccio del pronoto. I maschi presentano i tarsi degli arti anteriori più sviluppati, rispetto alle femmine. Si presenta come un coleottero glabro, a differenza della stragrande maggioranza dei Rhizotrogini e le elitre sono sprovviste di solchi verticali.

### Larva
Le larve hanno l'aspetto di vermi bianchi dalla forma a "C". Presentano il capo e le tre paia di zampe sclerificate.

## Biologia
A. insubricus vola al crepuscolo, attorno agli alberi. Questa specie ha la particolarità di volare tra la fine dell'estate e l'inizio dell'autunno. Le larve si nutrono di radici di piante erbacee.

## Distribuzione
A. insubricus si può incontrare in un'area stante tra la Francia meridionale e l'Italia centrale, prevalentemente in zone montuose.